# Xayaburi-dæmningen
Xayaburi-dæmningen er en dæmning på floden Mekong i Laos, med et tilhørende vandkraftværk. Anlægget har kapacitet 1285 MW.
Opførelsen af dæmningen er fortsat trods vedholdende modstand fra Cambodja og Vietnams regeringer, og fra lokalsamfund og andre interessenter i det nedre Mekong-delta . Konflikten blev bragt op på ministerniveau i Mekong River Commission (MRC) - der består af repræsentanter for Laos, Cambodja, Vietnam og Thailand - men uden at der blev fundet en løsning. Udviklerne bag projektet lovede en revision af byggeriet for at imødekomme kritikken, men næsten 7 år senere, i 2017, var dæmningen ca 75% færdigbygget, uden at detaljerne om ændringerne var blevet offentliggjort, ligesom MRC ikke havde færdiggjort deres gennemgang af ændringernes efterlevelse af designkriterierne.

## Eksterne kilder og henvisninger
1. ↑  "Arkiveret kopi". Arkiveret fra originalen 5. august 2017. Hentet 14. juni 2017.
2. ↑  https://www.internationalrivers.org/resources/striking-a-fair-balance-on-mekong-dams-bangkok-post-16478

| Bygning eller seværdighed | Spire Denne artikel om en bygning, et bygningsværk eller en seværdighed er en spire som bør udbygges. Du er velkommen til at hjælpe Wikipedia ved at udvide den. |

19°15′14″N 101°48′49″Ø / 19.254017°N 101.813667°Ø